# Stephanothelys sororia
Stephanothelys sororia är en orkidéart som beskrevs av Leslie Andrew Garay. Stephanothelys sororia ingår i släktet Stephanothelys och familjen orkidéer.
Artens utbredningsområde är Peru. Inga underarter finns listade i Catalogue of Life.